# 대한민국의 공공외교
대한민국의 공공 외교에 관한 문서이다. 

## 이론
공공외교라는 용어는 1965년 에드먼드 굴리온(Edmund Gullion)에 의해 처음 만들어지고 사용되었으며 그 개념은 점차 발전해 왔다.  최근에는 공공외교의 정의가 저자마다 다르다. 김태환은 자신의 기사 "외교의 패러다임 전환: 한국의 '신공공외교'를 위한 개념적 모델"에서 이를 "비전통적 행위자(예: NGO 또는 시민사회)를 포함하는 외교 관행 또는 학술 연구 분야"로 정의한다. 공공외교의 중요성이 높아짐에 따라 한국도 새로운 외교 흐름을 수용하기 위해 더욱 노력하고 있다. 무자파르 S. 압두아지모프(Muzaffar S. Abduazimov)는 그의 기사 "공공외교: 진화적 접근을 통해 한국 사례 재평가"에서 한국 공공외교의 네 가지 진화 시기를 제시한다. 그 시기는 기원(1940년대 후반~1980년대 후반), 다양화(1990년대 초반), 다중심주의(2000년대 초반) 및 제도화(2011~현재)이다.

## 상세
대한민국 정부는 공공외교에 대한 법적 근거를 마련하기 위해 공공외교법을 제정하였다. 이 법에서 공공외교는 국가가 직접 또는 지방자치단체 및 민간부문과 협력하여 문화, 지식, 정책 등을 통하여 대한민국에 대한 외국 국민들의 이해와 신뢰를 증진시키는 외교활동을 의미한다. 그리고, 공공외교는 제2차 공공외교 기본계획(‘23-’27년)에 의거하여 ‘세계 자유, 평화, 번영에 기여하는 글로벌 중추국가 대한민국’ 의 비전 하 ▴전략적 정책공공외교 강화를 통한 국익 증진, ▴과학기술‧문화 강국으로서의 위상 제고, ▴디지털‧혁신적 공공외교 생태계 구축 등 3개 목표를 추진하고 있다. 구체적으로, 중점협력국가 및 지역 대상 정책 소통 강화, 한국어‧한국학에 대한 글로벌 저변 확대, 쌍방향 문화외교를 통한 한국에 대한 지지 확산, 메타버스‧AI 등 디지털 공공외교 강화 등 과제를 추진함으로써 정책‧지식‧문화‧디지털 등 다양한 분야의 사업을 추진하고 있다.

## 조직
대한민국의 공공 외교를 실행하는 주체는 실로 다양하다. 우선 대한민국 정부와 대한민국 외교부, 그리고 공공 외교 실현을 목적으로 하는 한국국제교류재단 등이 있다.

## 같이 보기
- 공공외교
- 외교 정책
- 소프트 파워